# Catcher

Position des Catcher

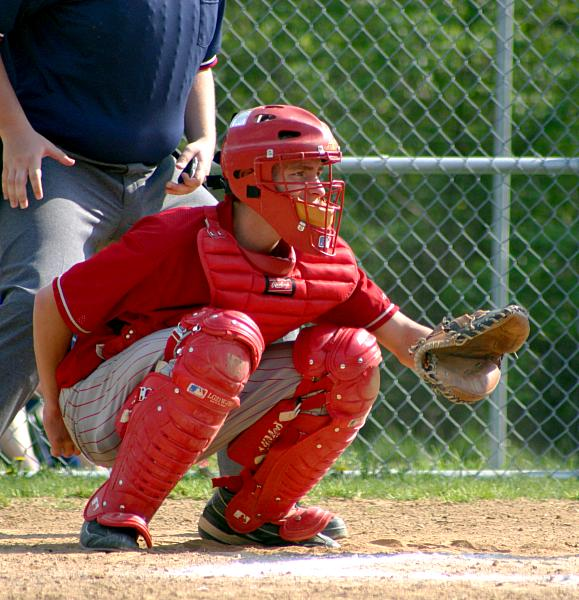
Catcher

Der Catcher oder Fänger ist ein Spieler und/oder eine Position im Baseball- und Softballsport. Er hockt normalerweise direkt hinter der Home Plate, solange seine Mannschaft in der Defensive ist. Die Kombination aus Catcher und Pitcher wird als battery oder batterymen bezeichnet.

## Aufgaben des Catchers
1. Er fängt die Würfe des Pitchers auf, wenn der Batter den Ball nicht trifft. Wenn er den Ball einmal nicht fängt (Wild Pitch oder Passed Ball), gibt es für die Schlagmannschaft eine gute Gelegenheit zum Vorrücken zum nächsten Base.
2. Er ist der Baseman des Home Plate und kann dort Runner, die einen Punkt erzielen wollen, out machen.
3. Da er aus seiner Position alle anderen Spieler seiner Mannschaft im Blickfeld hat, fungiert er meist zugleich als Kapitän und dirigiert die Aktionen seines Teams. Er zeigt auch dem Pitcher an, welche Wurftechnik er jeweils anwenden soll. Dazu hat jede Mannschaft ihre eigenen Handzeichen, die den Gegnern möglichst nicht verständlich sein sollen. Diese werden innerhalb einer Saison mehrfach gewechselt. Für die Saison 2022 ist zur Kommunikation zwischen Pitcher und Catcher auch ein elektronisches Hilfsmittel, genannt PitchCom, erlaubt.[2] Der überwiegende Teil der Baseball-Manager (Trainer) waren zu ihrer aktiven Zeit Catcher – ein Hinweis darauf, wie wichtig diese Position in einer Mannschaft ist, und wie viel Spielverständnis sie erfordert.

Catcher ist eine relativ anstrengende Position im Baseball – er ist ständig im Einsatz, oft der wichtigste Mann in spielentscheidenden Laufsituationen am Home Plate, hockt die meiste Zeit und trägt eine schwere Schutzausrüstung sowie einen speziellen Baseballhandschuh, der noch größer, dicker und schwerer als bei den anderen Spielern ist. Daher ist die Profikarriere eines Catchers gewöhnlich kürzer als die anderer Baseballspieler, die oft jenseits der 40 noch aktiv sind. Um bei besonders offensivstarken Catchern deren Fähigkeiten weiter im Team zu halten, „schulen“ gelegentlich solche Spieler auf weniger belastende Positionen (1st Base, 3rd Base oder Outfield) um.
Catcher werden primär nach ihren Fähigkeiten in der Defensive ausgesucht, d. h. wie gut und sicher sie fangen, mit den verschiedenen Pitchern harmonieren, wie gut sie gegnerische Läufer (Baserunner) „auswerfen“. Catcher, die zusätzlich stark in der Offensive sind, sind eher selten.

## Catcher in der Baseball Hall of Fame

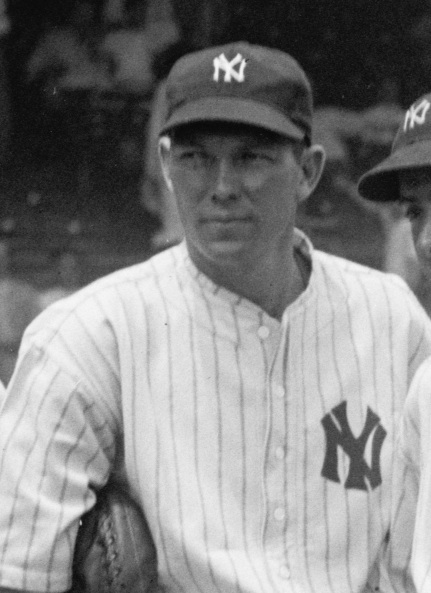
Bill Dickey, Catcher in der Hall of Fame

Folgende 20 Catcher wurden in die Baseball Hall of Fame aufgenommen:
- Johnny Bench
- Yogi Berra
- Roger Bresnahan
- Roy Campanella
- Gary Carter
- Mickey Cochrane
- Bill Dickey
- Buck Ewing
- Rick Ferrell
- Carlton Fisk
- Josh Gibson
- Gabby Hartnett
- Ernie Lombardi
- Biz Mackey
- Mike Piazza
- Iván Rodríguez
- Louis Santop
- Ray Schalk
- Ted Simmons
- Deacon White